# نیوبورن
نیوبورن (به انگلیسی: Newbourne) یک روستا و محله مدنی در بریتانیا است که در Suffolk Coastal واقع شده‌است. نیوبورن ۳۰۴ نفر جمعیت دارد.